# Pávík popelavý
Pávík popelavý (Rhipidura fuliginosa) je druh malého hmyzožravého ptáka z rodu pávíků (Rhipidura), který se vyskytuje pouze na Novém Zélandu. Typickým znakem druhu jsou dlouhá ocasní pera, která mají při rozvinutí podobu vějíře, podobně jako je tomu u pávů. Na Novém Zélandu jsou tito ptáci známí také pod názvy pīwakawaka nebo tīwakawaka. Jedná se o široce rozšířené novozélandské opeřence, kteří patří k jedněm z nejznámějších místních ptáků, za což vděčí své krotké povaze a častému výskytu v zahradách a městských parcích.

## Systematika a rozšíření
Druh poprvé popsal švédský přírodovědec Anders Sparrman (1748–1820) v roce 1787. V minulosti se pávík popelavý a jeho australský protějšek Rhipidura albiscapa považovali za tentýž druh. Pávík popelavý tvoří 4 poddruhy, které se kromě rozšíření liší i zbarvením opeření. Tyto poddruhy jsou následující:
- † R. f. cervina Ramsay, EP, 1879 – Ostrov Lorda Howa (občas považován za samostatný druh Rhipidura cervina[8]);
- R. f. fuliginosa (Sparrman, 1787) – Jižní a Stewartův ostrov;
- R. f. penita Bangs, 1911 – Chathamské ostrovy;
- R. f. placabilis Bangs, 1921 – Severní ostrov (včetně přilehlých ostrůvků jako jsou Tříkrálové ostrovy, Hen a Chicken, Mokohinau, Malý a Velký bariérový ostrov, Mayor, Kapiti[9]).

Subsp. fuliginosa někdy mezi lety 1977–1981 samovolně kolonizoval Snárské ostrovy, avšak v roce 2001 byl odtud vyhlazen masivní bouří.

## Popis

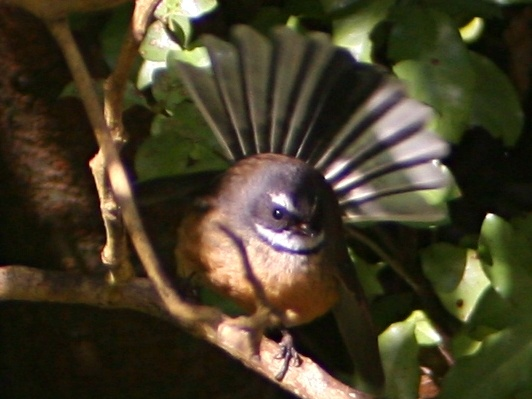
Dospělý pávík s rozevřeným ocasem (Wellington)

Pávík popelavý je malý pěvec dosahující délky těla kolem 16 cm, z čehož 8 cm tvoří jeho nápadný ocas, který často rozevírá a zavírá. Váha pávíka je pouhých 8 g. Hlava je vzhledem k tělu malá, stejně jako zobák. Pávík popelavý se vyskytuje ve dvou barevných morfách: pestré a černé. Pestrá morfa má šedavou hlavu, výrazné bílé obočí, hnědý hřbet a kostřec. Dolní partie jsou nažloutlé nebo oranžové, hrdlo bílé. Pod hrdlem je příčný černý pruh. Ocas je černobílý. Samečci jsou stejní jako samičky, jen mladiství jsou zbarveni spíše do hněda. Černá morfa je převážně černá s hnědočerným kostřecem, břichem a letkami. Občas mívá bílou skvrnu přes ušní otvory. Nedospělí jedinci černé morfy jsou spíše hnědočerní. Černá morfa je mnohem vzácnější než pestrá. Pouze kolem 12–25 % populace z Jižního ostrova jsou pávíci černé morfy, na Severním ostrově černá morfa tvoří kolem 0,1 % populace. Černí pávíci se na Severním ostrově vyskytují hlavně kolem Wellingtonu (jih Severního ostrova), což naznačuje určitou míru genetického proudění přes Cookův průliv. Hlavní rozdíl v opeření mezi jednotlivými poddruhy je množství bílé barvy na ocasu.

## Ekologie a biologie
Pavík popelavý se vyskytuje v široké škále habitatů, podmínkou je však přítomnost stromů. Vedle pralesů to je i sekundární les, houštiny, sady, městské parky a zahrady. Při nízkých teplotách se hejna pávíků choulí dohromady, aby se zahřáli. Pávík je teritoriální pták, dospělci zůstávají na svém teritoriu celoročně. Nedospělí jedinci se však často sdružují do hejn, a to zejména u bohatých zdrojů potravy.

### Potrava

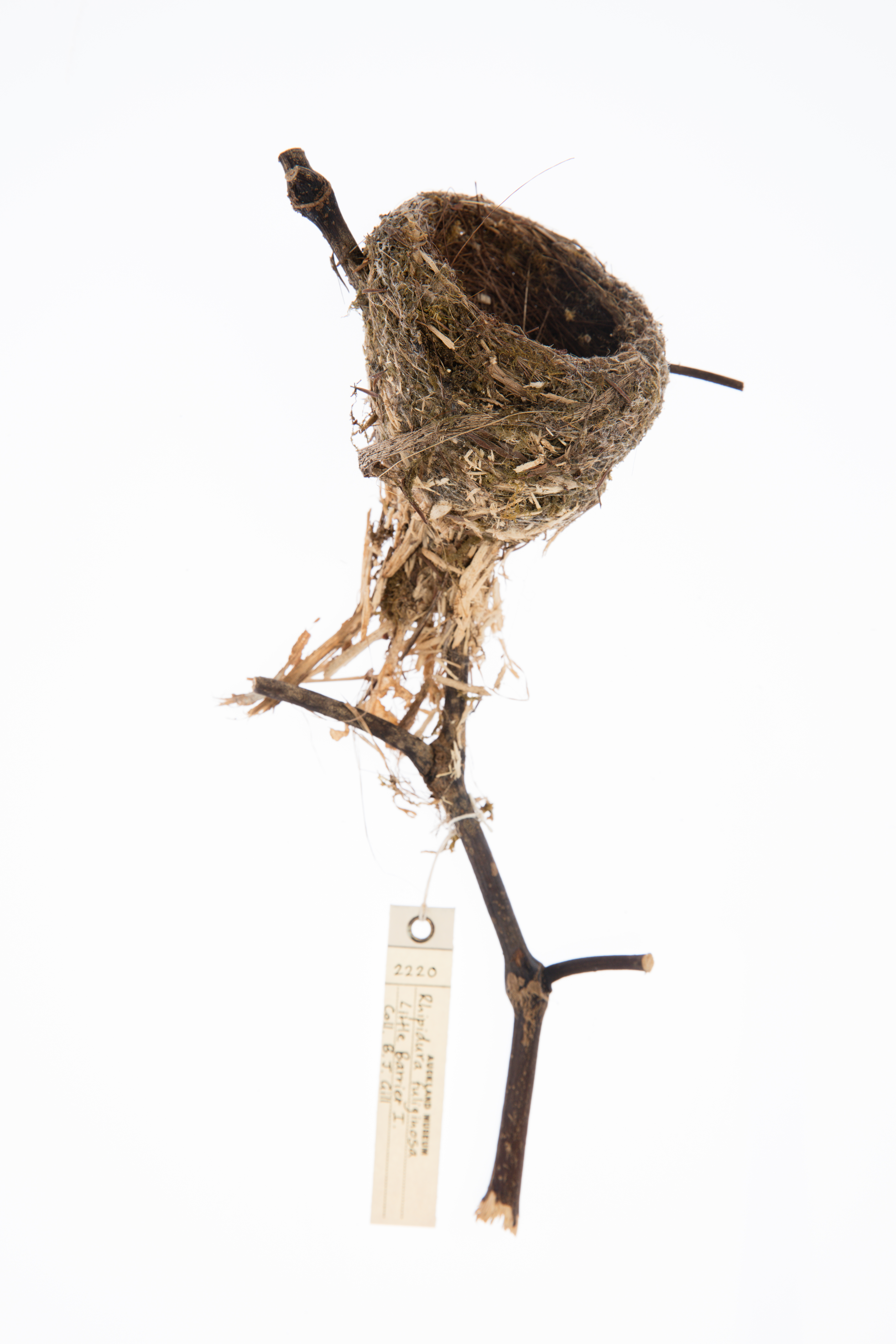
Hnízdo pávíka s charakteristickým „ocasem“, čili zbytkovým hnízdním materiálem volně visícím z vnějšího dna hnízda

Pávík popelavý je velmi aktivní a hbitý pták, který se živí hmyzem, především létavým. Do jeho jídelníčku patří můry, mouchy, vosy, brouci a pavouci. Rychle přeskakuje z větve na větev, přičemž často rozevírá svůj vějířovitý ocas. Předpokládá se, že se takto snaží vystrašit svou kořist a donutit ji k pohybu, aby ji mohl snáze zpozorovat. Jídelníček si občas zpestřuje ovocem. Potravu hledá ve všech stromových patrech a někdy i nad vrcholky stromů. Hledání potravy u pávíka bývá spojováno s jinými druh ptáků jako je pištec šedokrký, pištec bělohlavý, kruhoočko australopacifické nebo laločníky Philesturnus rufusater a Philesturnus carunculatus.
Teritoriální volní pávíka popelavého představuje výrazné tvít tvít, tvít tvít. Kontaktní volání je líbezné, avšak dalece slyšitelné čít. Samci se projevují častěji než samice.

### Hnízdění
Načasování hnízdění závisí na lokaci a počasí. Obecně platí, že pávíci ze studených lokací (Southland, Chathamské ostrovy) mají kratší hnízdní sezónu než pávíci ze severnějších, teplejších oblastí. Hnízdění na Jižním ostrově nastává od září do ledna, na Severním ostrově začíná již v srpnu. Poprvé zahnizďuje v prvním roce života. Hnízdo šálkovitého tvaru ze suché trávy, kůry stromů, mechu a pavučin je vystláno jemným materiálem jako je peří, vlákna kapradin nebo chlupy. Ze spodní strany hnízda často visí hnízdní stavební materiál. Hnízdo bývá umístěno v houštinách nebo na stromě v místech větvení, typicky 2–3 m nad zemí. Samice klade 2–5, nejčastěji 3–4 vejce o rozměru 16×12 mm. Inkubují oba partneři po dobu kolem 14 dní. Rodičovská péče je taktéž sdílená; ptáčata jsou krmena oběma rodiči po dobu kolem 13 dní, načež dochází k výletu z hnízda. Rodiče mohou po nějaký čas po výletu nadále krmit své potomky, avšak pokud samice začne se stavbou dalšího hnízda, ptáčata nadále krmí pouze samec. Na novozélandské pevnině vyvádí 2–5 snůšek ročně, na Chathamských ostrovech jen 2. Mortalita pávíků je extrémně vysoká a nejstarší zaznamenaný jedinec se dožil pouze 3 let.

## Vztah k lidem

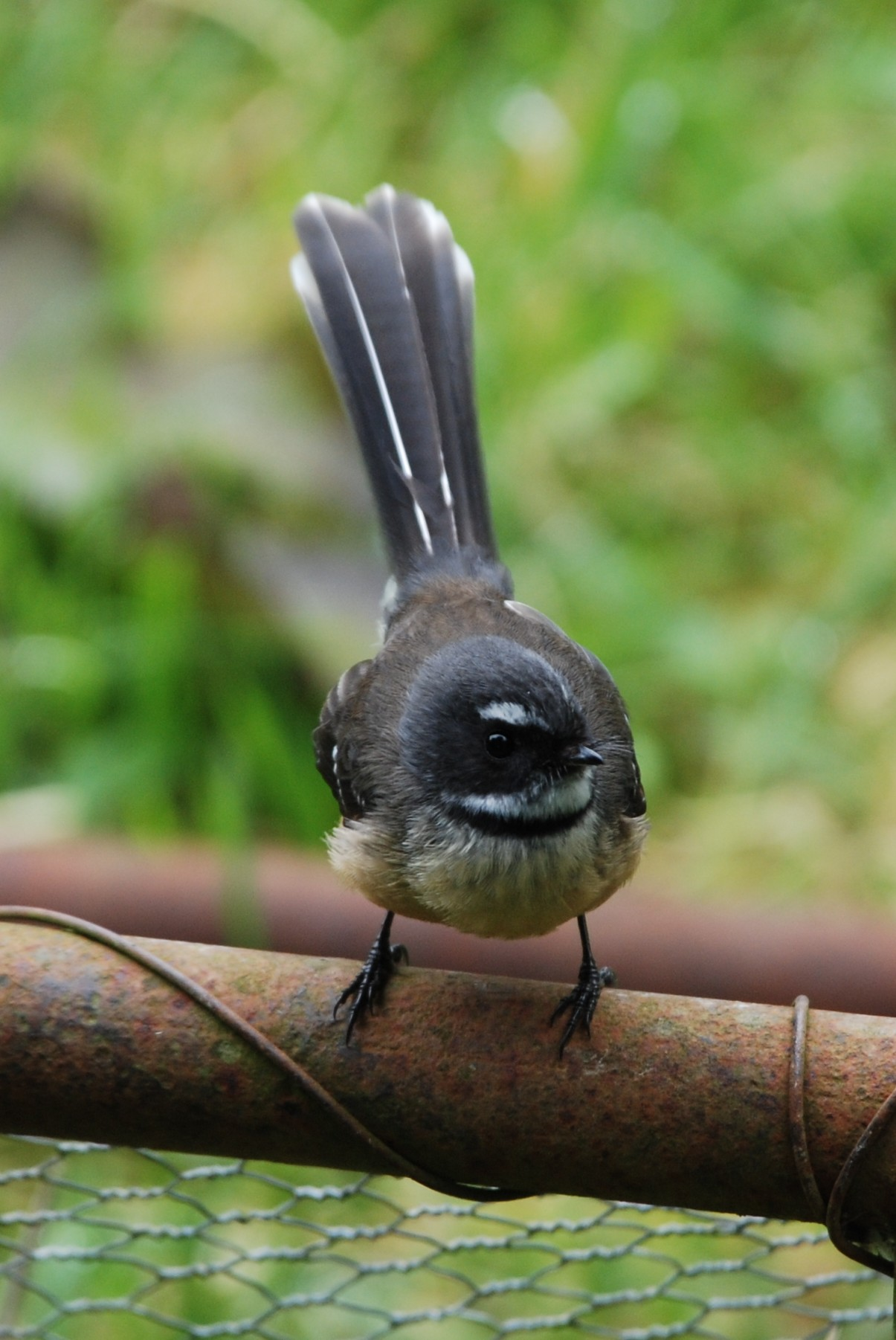
Pávík popelavý na Novém Zélandu

Jedná se o jednoho z nejznámějších novozélandských ptáků, za což pávík popelavý vděčí svému nápadnému vějířovitému ocasu, výskytu v městských parcích a zahradách, snadno rozpoznatelnému hlasovému projevu i velké krotkosti, následkem které se k člověku přiblíží i na 1–2 metry.

### Maorská mytologie
Pávík popelavý se objevuje v maorské mytologii a kultuře, nejčastěji pod jménem pīwakawaka. Pávík popelavý však má kolem 20 maorských jmen. Podle jedné z legend stál pávík (pīwakawaka) u smrti samotného Māuiho, jednoho z nejvýznamnějších maorských bohů. Māui je znám svou šprýmařskou a podvodníčkovskou povahou. Māui se jednou rozhodl, že prostoupí do Hine-nui-te-pó („Velká žena noci“; maorská bohyně smrti) skrze její rozkrok a vyleze ústy, čímž měl v úmyslu přelstít smrt. Māui s sebou k tomuto kousku vzal řadu pávíků, které předem varoval, aby se nesmáli tomu, co se chystá udělat. Jakmile však Māui vstoupil do rozkroku Hine-nui-te-pó, pávíci se začali smát, čímž se Hine-nui-te-pó probudila, překřížila nohy, čímž zabila Māuiho a seslala na lidstvo smrt. K pávíkovi se vztahuje i několika tradičních maorských přísloví (whakataukī). Např. o někom, kdo chvíli neposedí v klidu nebo se nedokáže soustředit na jednu věc, se říká, že jako jako he tou tīrairaka, čili jako „pávíkův ocas“.

## Ohrožení
Ve své domovině je tento druh poměrně běžný a jeho populace jsou stabilní, i proto má pávík popelavý dle Mezinárodního svazu ochrany přírody (IUCN) status málo dotčený (LC). IUCN nicméně přiznává, že populační trend druhu je neznámý, tzn. není jasné, zda populace pávíků klesá, je stabilní nebo stoupá. Pávík popelavý je jeden z mála novozélandských nativních lesních ptáků, který se dokázal poměrně dobře vyrovnat se změnami, které do novozélandské krajiny zanesl člověk (kácení pralesů, sázení sekundárních lesů s nepůvodními dřevinami aj.). Vejce, ptáčata a inkubující pávíci jsou stejně jako ostatní lesní druhy novozélandských ptáků ohroženi invazivními druhy savců, zvláště krysou obecnou.
Subsp. cervina z ostrova Lorda Howa vyhynul do 10 let poté, co byly v červnu roku 1918 na parníku SS Makambo na ostrov zavlečeny krysy obecné.